# Charles Glover Barkla
Charles Glover Barkla, FRS, angleški fizik, * 7. junij 1877, Widnes, grofija Cheshire, Anglija, † 23. oktober 1944, Edinburgh, Škotska.
Barkla je leta 1917 prejel Nobelovo nagrado za fiziko za odkritje značilnega rentgenskega sevanja elementov.